# St. Anthony Airport
St. Anthony Airport (IATA: YAY, ICAO: CYAY) is een luchthaven gelegen in het uiterste noorden van het Canadese eiland Newfoundland. Het vliegveld bevindt zich zo'n 35 km ten westen van de gemeente St. Anthony, nabij de samenkomst van provinciale route 430 en provinciale route 432. Het is de enige luchthaven van het uitgestrekte Great Northern Peninsula.
Het vliegveld heeft één landingsbaan met een lengte van 1.220 m en die bestaat uit een asfaltoppervlak.

## Maatschappijen en bestemmingen
Anno 2025 is PAL Airlines de enige luchtvaartmaatschappij die St. Anthony Airport gebruikt voor passagiersvluchten.
| Maatschappij | Bestemmingen                        |
| ------------ | ----------------------------------- |
| PAL Airlines | Lourdes-de-Blanc-Sablon, St. John's |